# Список колледжей и университетов Вайоминга
Это список содержит высшие учебные заведения в штате Вайоминг.
| Название                                 | Город       | Дата основания | Фото |
| ---------------------------------------- | ----------- | -------------- | ---- |
| Университет Вайоминга                    | Ларами      | 1886           |      |
| Общественный колледж округа Ларами       | Ларами      | 1968           |      |
| Общественный колледж западного Вайоминга | Рок-Спрингс | 1959           |      |
| Колледж восточного Вайоминга             | Торрингтон  | 1948           |      |
| Колледж центрального Вайоминга           | Ривертон    | 1966           |      |
| Колледж Каспер                           | Каспер      | 1944           |      |
| Северо-Западный колледж                  | Пауэлл      | 1946           |      |
| Колледж Шеридан                          | Шеридан     | 1948           |      |
| Колледж Джилетт                          | Джилетт     | 1969           |      |